# Кувшинов Леонід Михайлович
Леонід Михайлович Кувшинов (5 серпня 1914 — 18 серпня 1973) — льотчик-випробувач Науково-дослідного інституту Військово-повітряних сил (НДІ ВПС) СРСР, полковник, Герой Радянського Союзу.

## Біографія
Леонід Михайлович Кувшинов народився 5 серпня 1914 року в с. Зілаїр, нині Республіка Башкортостан, у родині робітника.
Росіянин. Член КПРС з 1946 року. Після закінчення 7 класів і 2-х курсів педагогічного технікуму, працював вчителем в селі Кананікольське Зілаїрського району. З 1932 року жив у Москві, працював на заводі «Шарикопідшипника», навчався в аероклубі.
Закінчив Оренбурзьке військове авіаційне училище, Борисоглібську військову авіаційну школу льотчиків у 1937 році. Працював інструктором-льотчиком.
З 1939 року Кувшинов на льотно-випробувальній роботі в НДІ ВВС.
Учасник Другої світової війни в червні-серпні 1941 року. Воював у складі 401-го винищувального авіаційного полку особливого призначення Західного фронту. Потім знову на випробувальній роботі.
Брав участь у випробуваннях І-185, Як-1б М-105ПА (1942), FW-190D-9 (1944), Як-3Т, Як-9УВ (1945), Як-3 с ВК-107А, Як-9П, «130» (Ла-9), І-301 (МіГ-9) (1946), СМ-12 (1958), СМ-30. За 27 років льотної роботи Л. М. Кувшинов освоїв понад 100 типів літаків та їх модифікацій, виконав не одну тисячу складних польотів. Першим відчував реактивний літак Міг-17. Пробув у повітрі 3152 години.
Брав участь у параді в День Повітряного Флоту СРСР в 1947 на Ла-11 з ПуПРД.
За зразкове виконання службового обов'язку та виявлені при цьому мужність, відвагу і героїзм при випробуванні літаків та іншої техніки 9 вересня 1957 року полковнику Кувшинову присвоєно звання Героя Радянського Союзу.
З 1962 року — в запасі. Брав участь у підготовці космонавтів.
Помер 18 серпня 1973 року. Похований на Монінському меморіальному військовому кладовищі в селищі Моніно Московської області.

## Подвиг
Указом Президії Верховної Ради СРСР від 9 вересня 1957 року «за зразкове виконання службового обов'язку та виявлені при цьому мужність, відвагу і героїзм при випробуванні літаків та іншої техніки» полковнику Кувшинову Леоніду Михайловичу присвоєно звання Героя Радянського Союзу з врученням ордена Леніна і медалі «Золота Зірка» (№ 11103).

## Нагороди
Нагороджений 2 орденами Леніна, 4 орденами Червоного Прапора, орденом Вітчизняної війни 1 і 2 ст., Червоної Зірки, медалями. Заслужений льотчик-випробувач СРСР.

## Пам'ять
У селі Зілаїр Зілаїрського району Башкортостану на будинку, де жив Л. М. Кувшинов, встановлена меморіальна дошка.